# Rupela herie
Rupela herie là một loài bướm đêm trong họ Crambidae.